# يوحنا أيكمن
يوحنا أيكمن (بالسويدية: Johan August Ekman)‏ (و. 1845 – 1913 م) هو قس، وعالم عقيدة، وأستاذ جامعي، من السويد، توفي في أوبسالا، عن عمر يناهز 68 عاماً.

## مناصب وهيئات
أدار جامعة أوبسالا.

## جوائز
حصل على جوائز منها:
- وسام سيرافيم.